# Публій Теренцій Варрон Атацинський
Публій Теренцій Варрон Атацинський (лат. Publius Terentius Varro Atacinus; 82 — 35 рр. до н. е.) — давньоримський епічний поет, предвісник неотериків.

## Життєпис
Народився у провінції Нарбонська Галлія, місті Атацин. Звідси отримав свій агномен, щоб відрізняти його від енциклопедиста Варрона Реатинського. Про особисте життя його мало відомостей. Вочевидь замолоду перебрався до Риму, де розпочав свою творчість поета.
Серед його творів відома поема «Війна з секванами», присвячена походам Гая Юлія Цезаря у Галлії. Також він зробив переклад та художню обробку «Аргонавтики» Аполлонія Родоського та «Левкадії» Антімаха Колофонського.
Серед поезії Варрона Атацинського є дидактичні вірші, епіграми, сатури. Від його творчості, до нашого часу дійшли, лише деякі фрагменти.

## Твори
- «Війна з секванами». 47 рік. до н. е.
- «Аргонавтика» (переробка та переклад латиною).
- «Левкадіа» (переробка та переклад латиною).
- «Хорографія» (дидактична поема).
- «Ефемериди» (дидактична поема)
- Епіграма «Гробниця великого».
- Календар поезії.